# Xã Concordia, Quận Des Moines, Iowa
Xã Concordia (tiếng Anh: Concordia Township) là một xã thuộc quận Des Moines, tiểu bang Iowa, Hoa Kỳ. Năm 2010, dân số của xã này là 714 người.